# 阿道弗·德拉韦尔塔
阿道弗·德拉韋爾塔（西班牙語：Adolfo de la Huerta，西班牙語發音：[aˈðolfo ðelaˈweɾta]；1881年5月26日—1955年7月9日）是一位墨西哥政治人物，在貝努斯蒂亞諾·卡蘭薩死於1920年武裝政變後短暫擔任墨西哥總統，同年阿尔瓦罗·奥夫雷贡贏得總統選舉並於年底就職。

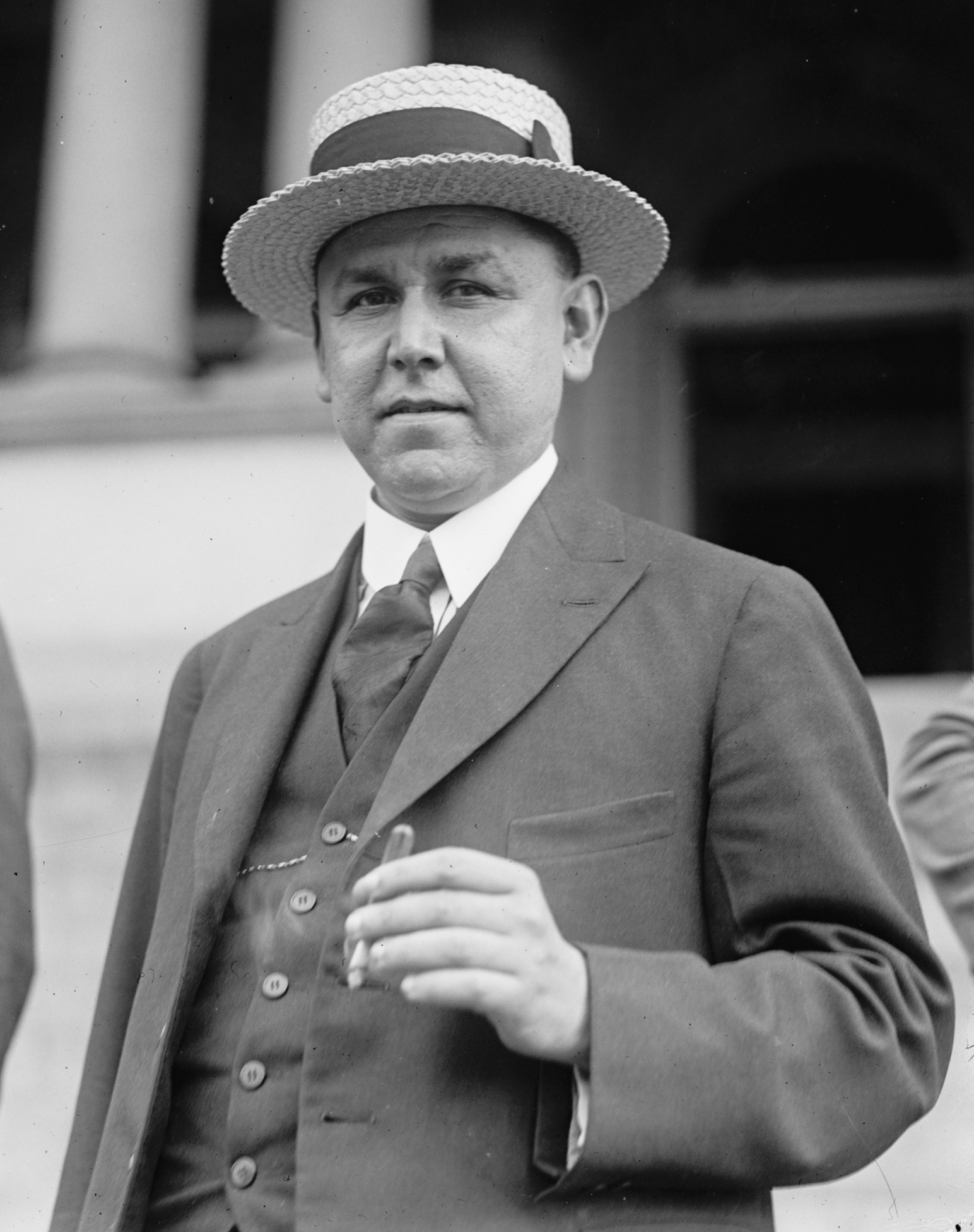
阿道弗·德拉韋爾塔